# Prlković
Prlković
(mađ. Bácsszőlős) je selo u jugoistočnoj Mađarskoj. 

Pored imena Prlković, zabilježeni su u Hrvata u Mađarskoj i nazivi Perleković i Crvena šuma.
Zauzima površinu od 38,83 km četvorna.

## Zemljopisni položaj
Nalazi se na pola puta između Aljmaša i Subotice, na 46°9' sjeverne zemljopisne širine i 19°27' istočne zemljopisne dužine, u regiji Južni Alföld, nekoliko kilometar od mađarsko-srbijanske granice.
Obližnja naselja su Kunbaja (7 km prema jugu) i Čikerija (6 km prema jugoistoku).

## Upravna organizacija
Upravno pripada aljmaškoj mikroregiji u Bačko-kiškunskoj županiji. Poštanski broj je 6425.
1952. su iz sastava Aljmaša izdvojeni dijelovi nekoliko naselja i formirano je selo Prlković.

## Stanovništvo
U Prlkoviću živi 412 stanovnika (2005.). Mađari su većina, a u selu je i 1,6% Nijemaca. Rimokatolika je 78%, kalvinista blizu 6% te ostalih.